# Valli di Comacchio
Die Valli di Comacchio (Valli residue del comprensorio di Comacchio) sind eine in der norditalienischen Region Emilia-Romagna an der Grenze der Provinzen Ferrara und Ravenna im Gebiet der Gemeinden Comacchio, Argenta und Ravenna gelegene Lagunenlandschaft. Das Gebiet gehört zu dem von der UNESCO als Welterbe anerkannten Parco regionale del Delta del Po. Es wurde in die im Rahmen der Ramsar-Konvention beschlossene Liste schützenswerter Feuchtgebiete aufgenommen und ist als Europäisches Vogelschutzgebiet ausgewiesen. 

Die Valli di Comacchio sind die größten aus einer Reihe von Lagunenseen, die zwischen dem Delta des Po und Ravenna liegen. Erwähnenswert ist noch das Valle Bertuzzi bei Lido di Volano, das über eine ähnlich reiche Fauna und Flora verfügt.

## Beschreibung

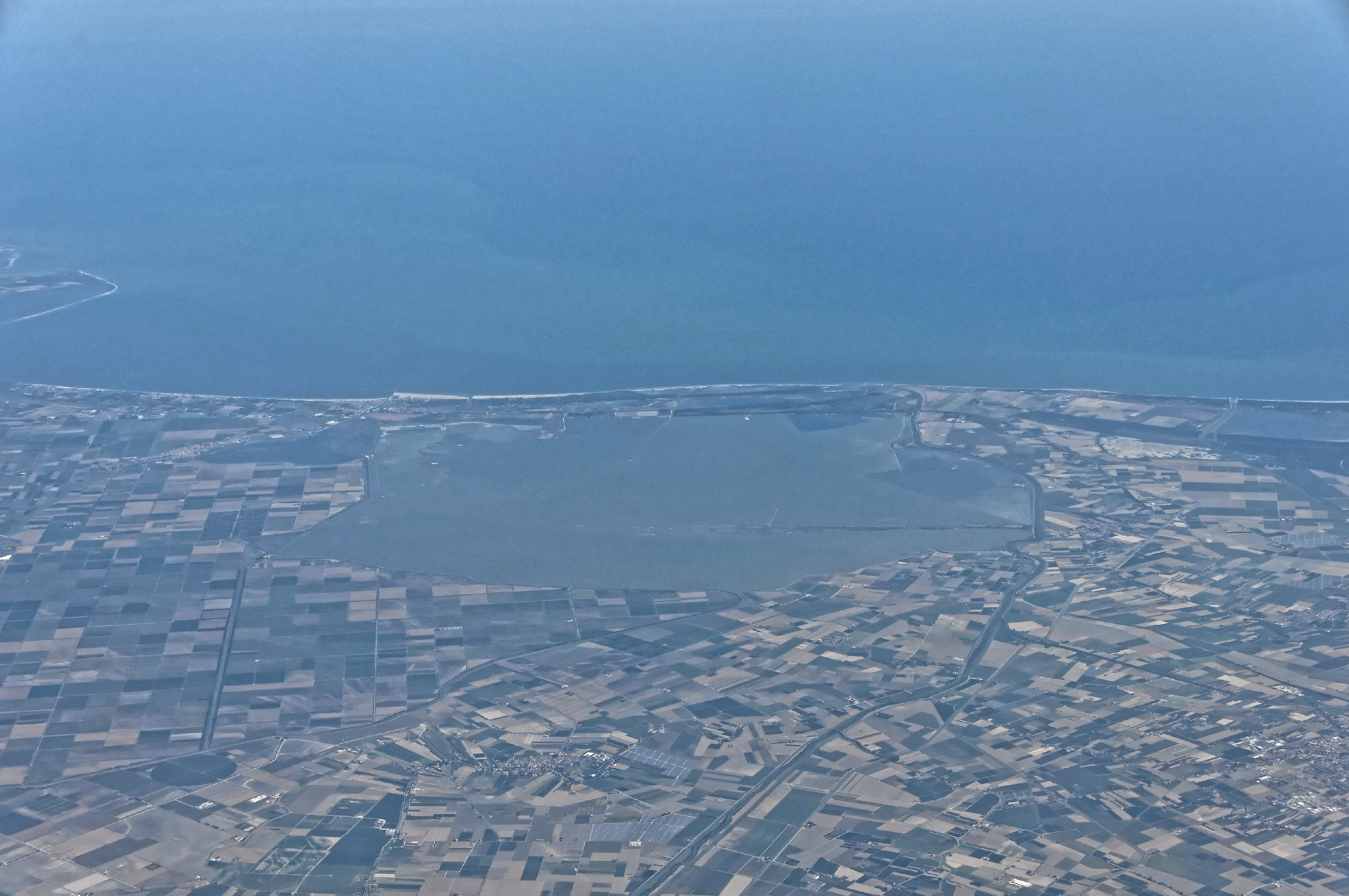
Luftaufnahme mit dem zufließenden Reno im Vordergrund und der Adria im Hintergrund

Die Valli di Comacchio bestehen aus einer zentralen, durch Inseln und Dämme reich strukturierten Lagune und angrenzenden Feuchtgebieten. Im Süden wird das Gebiet durch den Flusslauf des Reno begrenzt, im Norden durch die Stadt Comacchio, die einst, ähnlich wie Venedig, Chioggia und Caorle, auf Laguneninseln errichtet wurde. Im Osten ist die Lagune durch einen 2–3 km breiten Landstreifen vom Adriatischen Meer getrennt, mit dem sie durch drei Kanäle – Portocanalo, Logonovo und Gobbino – verbunden ist. Im Westen gehen die ursprünglichen Feuchtgebiete allmählich in von zahlreichen Kanälen entwässerte landwirtschaftliche Nutzflächen über, die im 19. Jahrhundert im Rahmen von Landgewinnungsprojekten trockengelegt wurden, so dass der ursprüngliche Umfang der Valli di Comacchio von ca. 730 km² auf die heutigen 115 km² reduziert wurde. Trotzdem gehören sie noch immer zu den größten Feuchtgebieten Italiens. Die Lagune erhält Süßwasserzufuhr primär durch die Frühjahrshochwasser des Reno und durch Niederschläge. Über die Verbindungen zum Mittelmeer gelangt gezeitenbedingt Salzwasser in die Lagune, so dass sie mit Brackwasser gefüllt ist.

In Sant’Alberto am Südrand der Lagune befindet sich ein Informationszentrum über das Schutzgebiet. Hier werden geführte Exkursionen in die Lagune angeboten, die auch ansonsten unzugängliche Regionen erschließen.

## Entstehung
Die Valli di Comacchio entstanden im zehnten Jahrhundert durch allmähliche Landabsenkung der Küstenzone. Das Gebiet wurde zunächst durch Süßwasser des Reno überflutet. Im 16. Jahrhundert entstand als Folge des zunehmenden Wasseraustauschs mit dem Mittelmeer, der auch durch bauliche Maßnahmen befördert wurde, die heutige Brackwasserlagune.

## Bezeichnung
Die heutige Einteilung der Lagune in isolierbare Teilbecken – die wichtigsten sind das Valle Lido di Magnavacca, das Valle Fossa di Porto, das Valle Campo und das Valle Fattibello -
entstand aus der Nutzung der Lagune für die Fischerei seit dem 16. Jahrhundert. Geschützte Teilbecken wurden isoliert, um Aufzucht und Fang von Fischen zu optimieren und die Wasserqualität kontrollieren zu können. Diese Becken wurden – analog zu den Valli da Pesca der Lagune von Venedig – abgeleitet vom lateinischen Vallum, Schutzwall, als Valli bezeichnet.

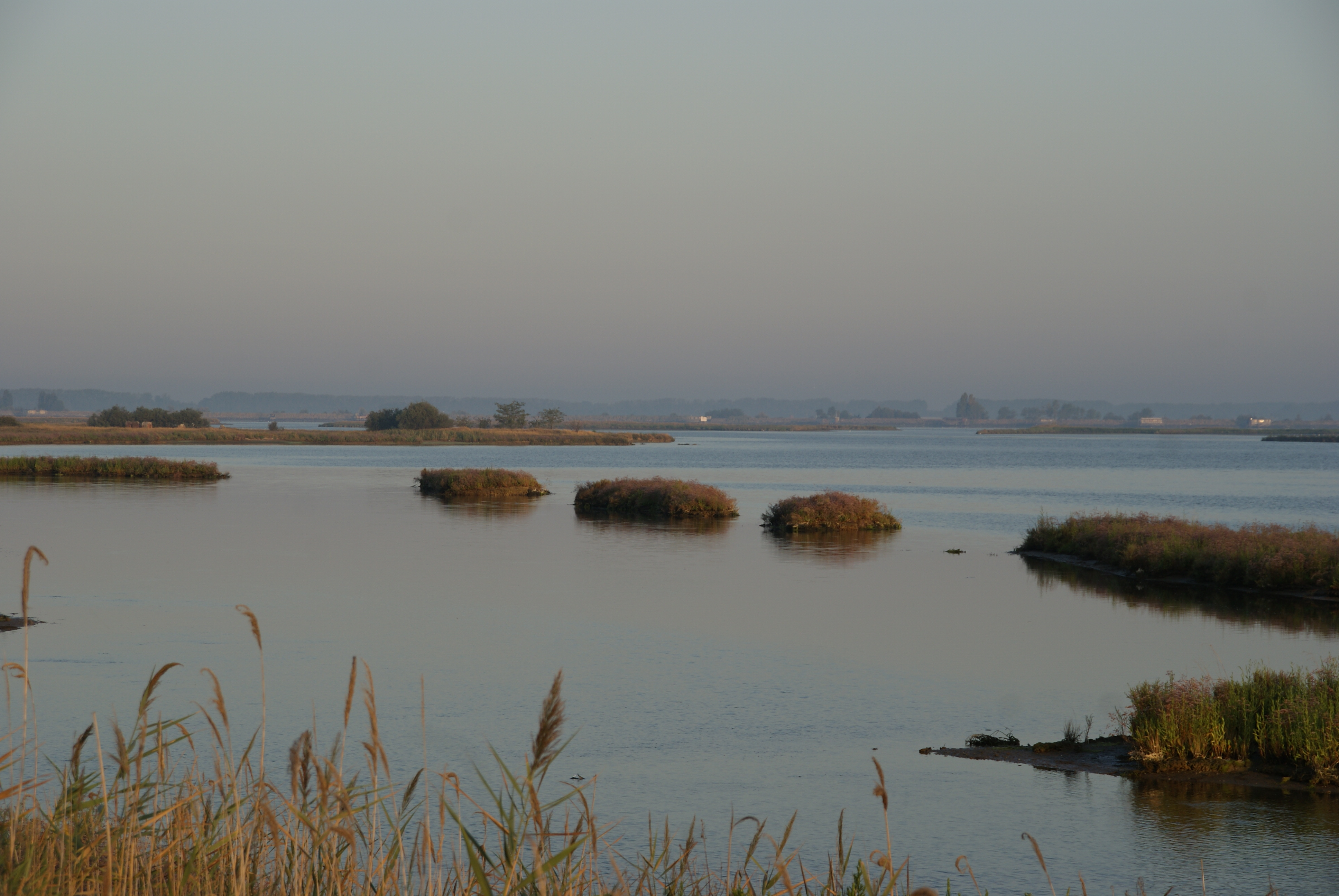
Blick auf das Valle Fatibello

## Flora
Die Pflanzenwelt der Valli di Comacchio ist von der Anpassung an das salzhaltige Brackwasser gekennzeichnet. Salzresistente Schilfe und Gräser wie Salzschwaden sowie Queller und Tamarisken dominieren die Ufer und Inseln der Lagune. Auch Salzkräuter und Schraubige Salde sind zu finden.

## Fauna
Die Fischpopulation der Lagune umfasst Aal, Wolfsbarsch, Seezunge, Meerbarbe, Brasse und Flunder. Die Valli di Comacchio bieten über 300 Vogelarten eine Heimat, darunter Flamingo, Stelzenläufer, Seiden-, Purpur- und Graureiher sowie Kampfläufer, Regenpfeifer. Viele Zugvogelarten, vor allem zahlreiche Entenarten, nehmen hier Quartier. Zu den im Gebiet nistenden Raubvögeln zählen Falken und Weihen.

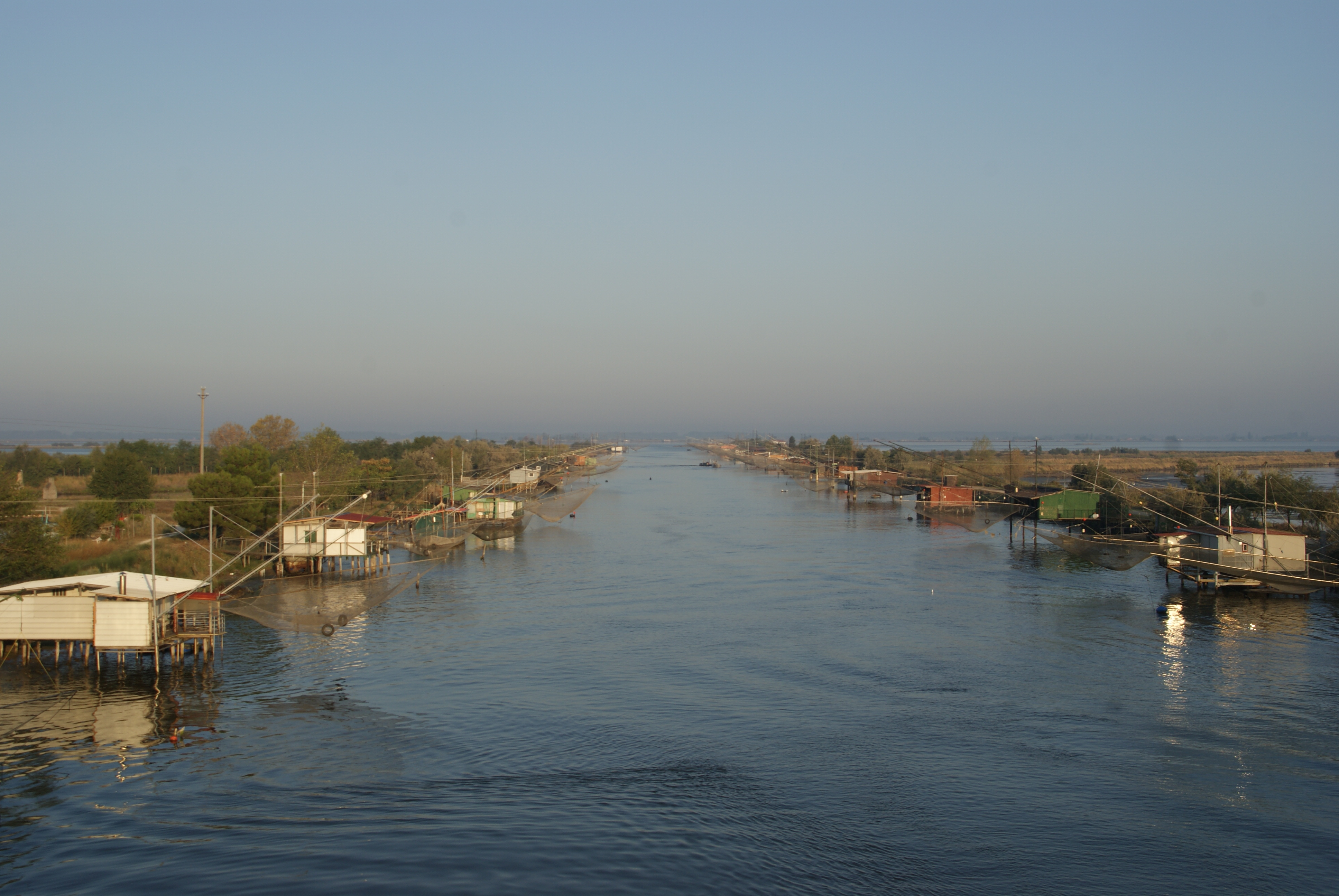
Fischerhütten am Portocanale

## Nutzung
Die Valli di Comacchio sind eine durch vielfältige Nutzung durch den Menschen geformte Kulturlandschaft. Im Nordosten auf der Höhe von Lido degli Estensi nehmen die Salinen von Comacchio großen Raum ein. Die Salzgewinnung wurde erst 1984 mangels Rentabilität eingestellt. Eine wichtige Rolle haben noch heute Fischfang und -zucht sowie die Muschelzucht. Vor allem marinierter Aal gehört zu den traditionellen Produkten der Region. Für Aufzucht und Fang von Aalen wurden speziell konstruierte Fischbecken, sogenannte lavorieri, angelegt. Die auf Pfähle gesetzten Fischerhäuser mit den über das Wasser gespannten Netzen prägen die Ufer der Lagune und vor allem der Kanäle. Porto Garibaldi ist ein bedeutender Fischereihafen.

Der Landstreifen zwischen der Lagune und dem Meer wird heute zu einem großen Teil touristisch genutzt. Zum Meer hin reihen sich die Strände der Badeorte Porto Garibaldi, Lido degli Estensi und Lido di Spina, die zu den Lidi di Comacchio gehören.

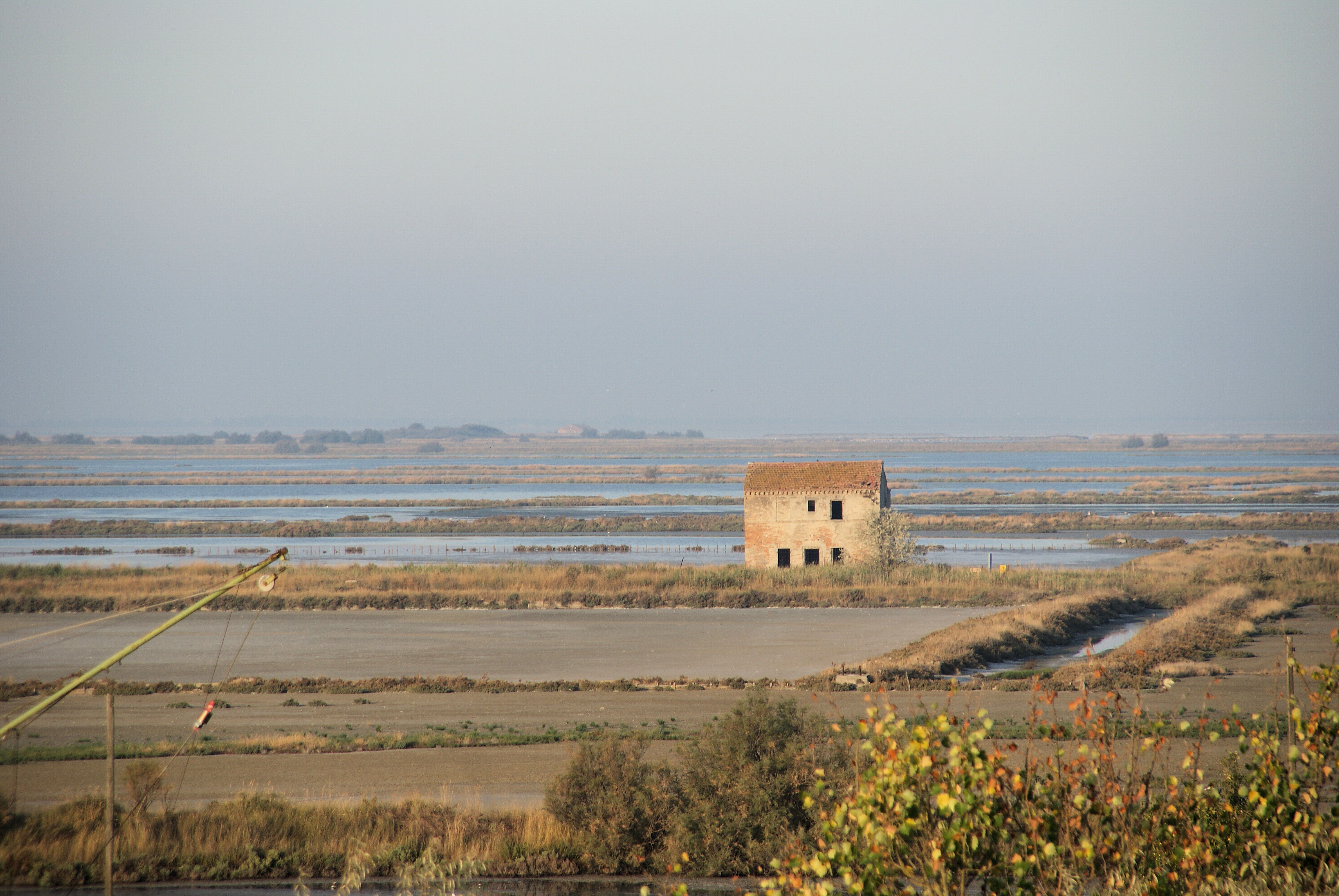
Salina di Comacchio bei Lido degli Estensi

## Das römische Schiff
1980 wurde in der Nähe des Valle Ponti, eines nahe bei Comacchio gelegenen, zwischen 1919 und 1921 trockengelegten Teils der Lagune, ein römisches Flussschiff gefunden und 1981 ausgegraben. Das Schiff wird auf das Ende des ersten Jahrhunderts vor Christus datiert. Es sollte vermutlich Waren von einem Adriahafen den Po aufwärts transportieren, havarierte aber in der damaligen Flussmündung. Das Wrack wurde sehr schnell von Sand bedeckt, woraus sich der gute Erhaltungszustand der Ausgrabungsfunde erklärt. Sie sind heute im eigens eingerichteten Museo della Nave Romana in Comacchio ausgestellt.
Die Bleibarren, die auf dem Schiff geladen waren, stammen vermutlich aus Chalkidiki oder aus dem Pangaion.

## Fotografische Eindrücke

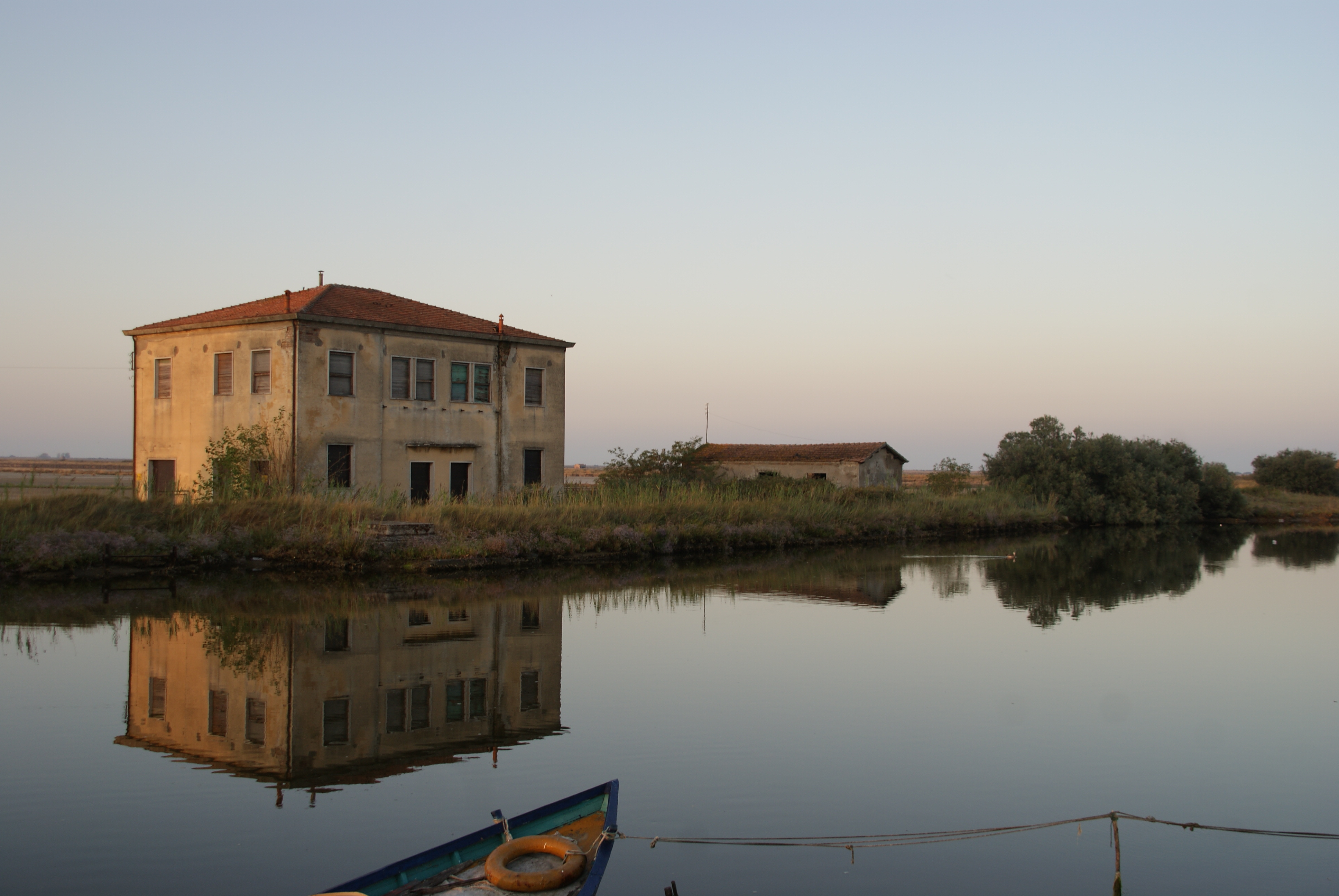
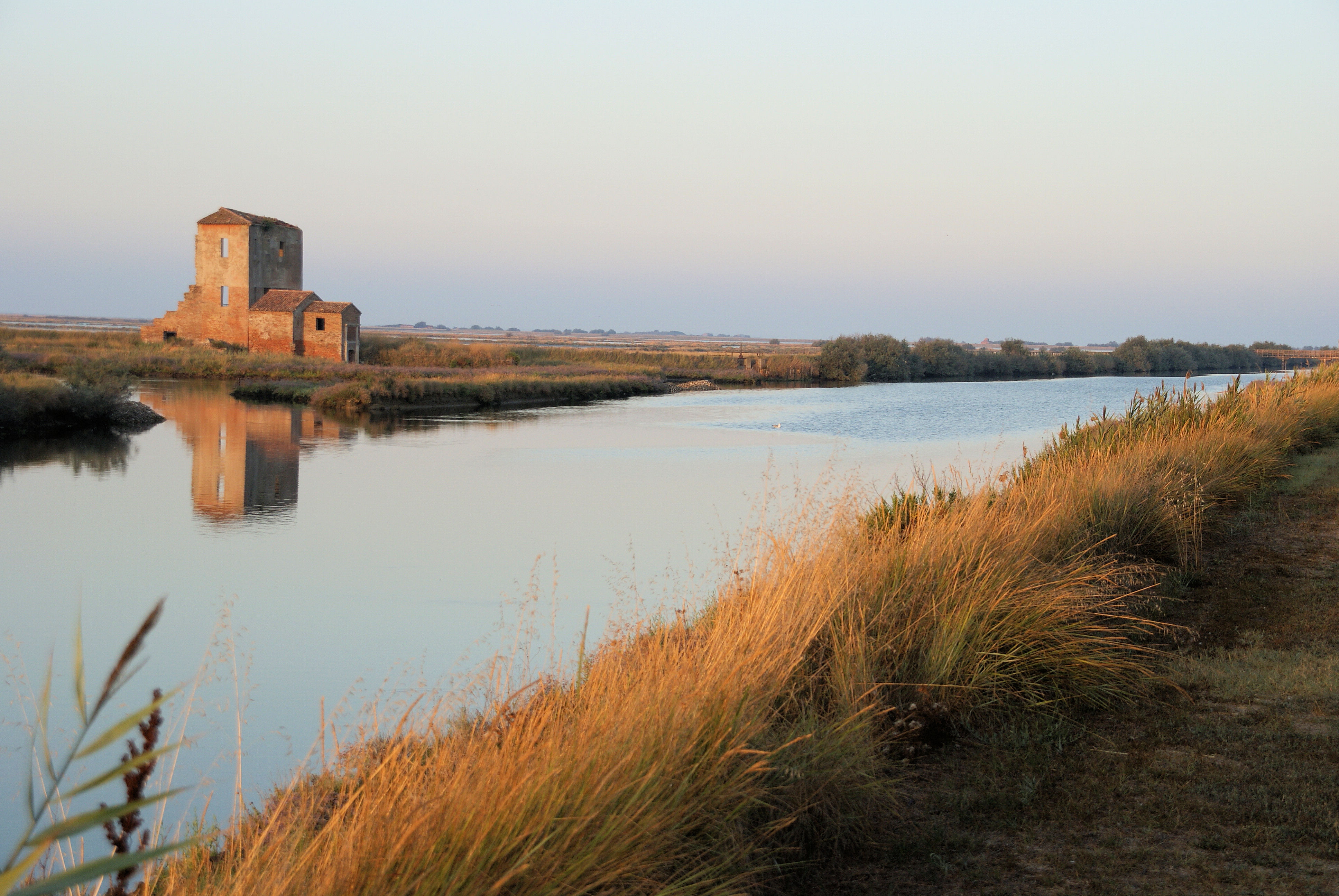
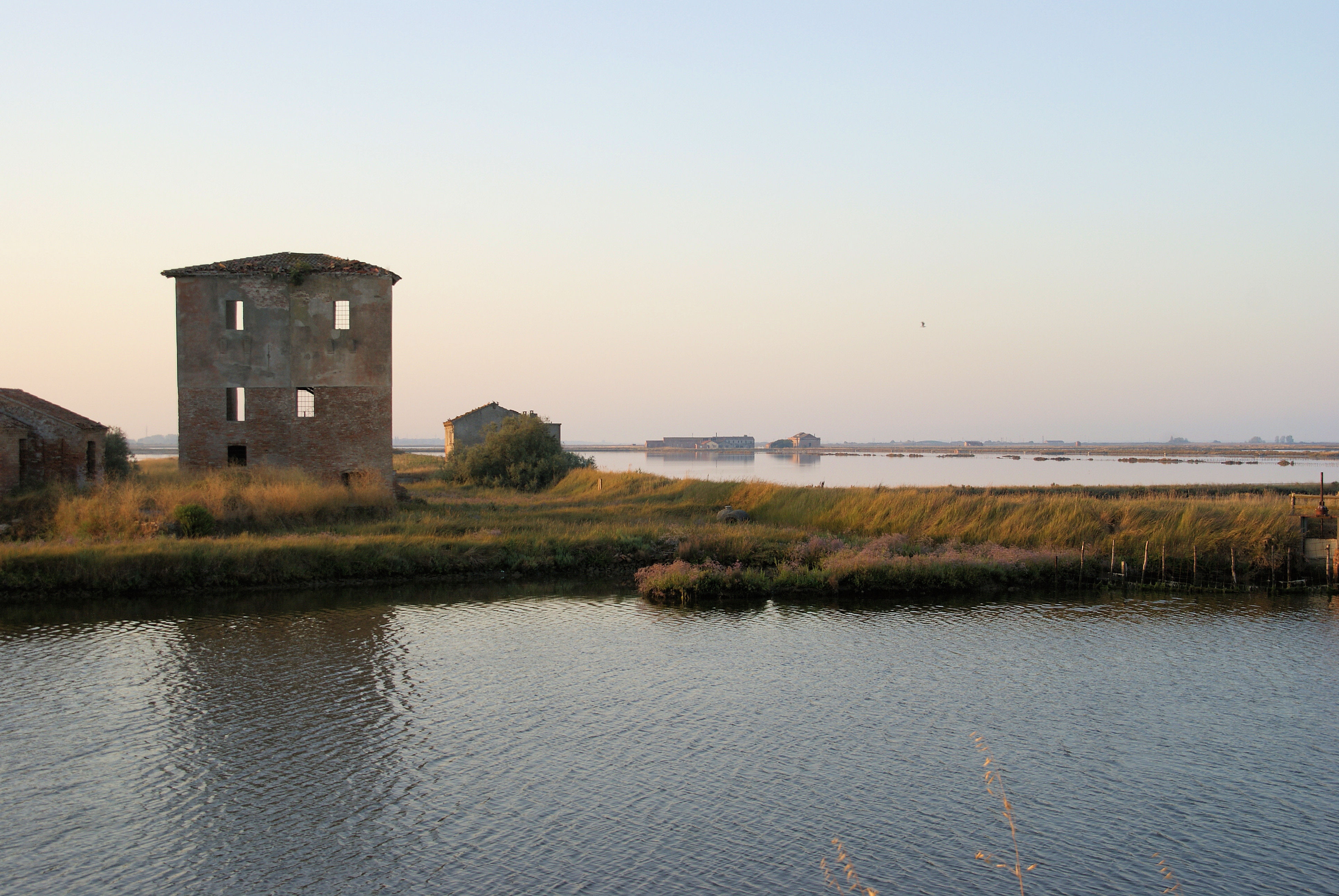
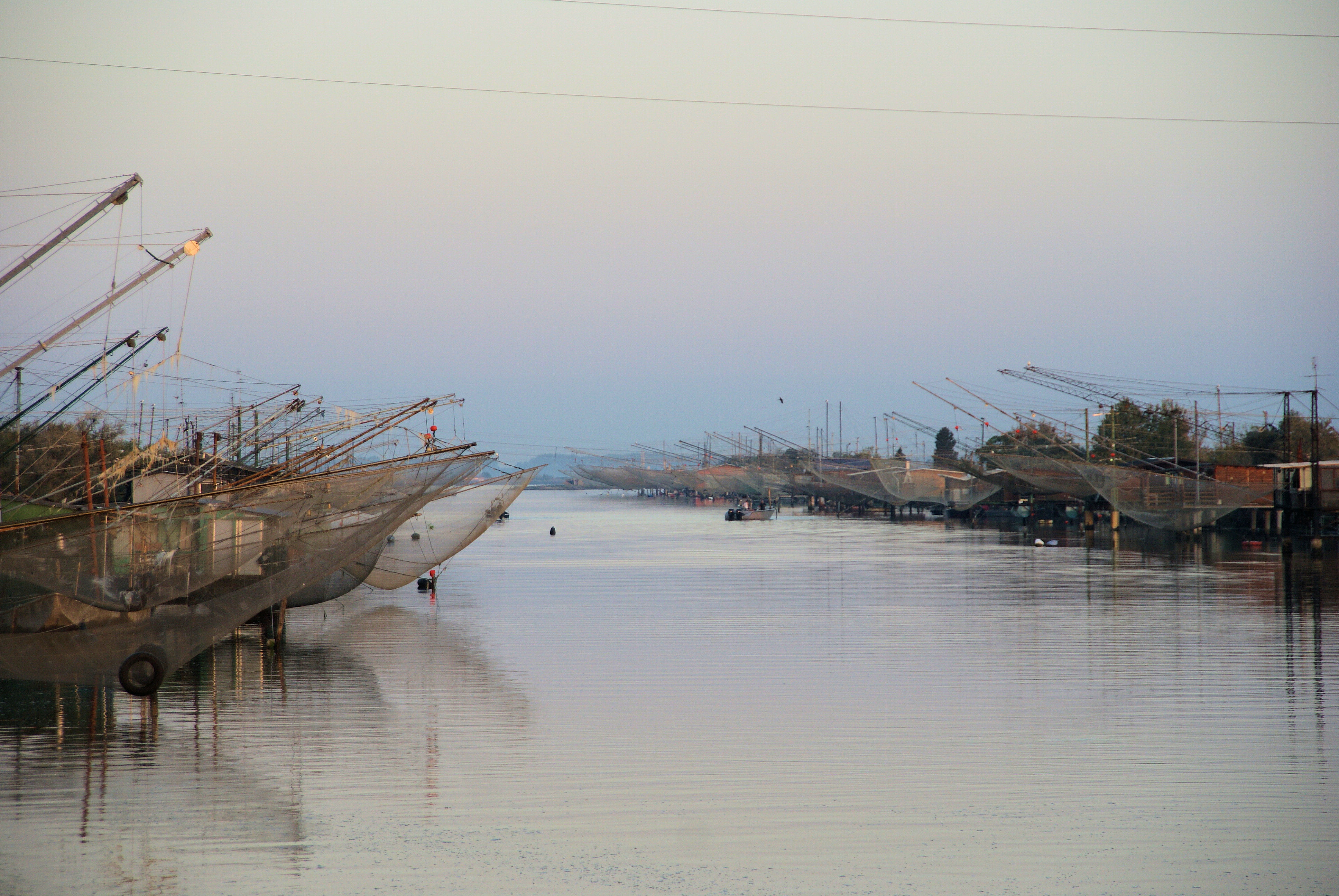